# Sam Craigie
Sam Craigie (Wallsend, 29 de diciembre de 1993) es un jugador de snooker inglés.

## Biografía
Nació en la localidad inglesa de Wallsend en 1993. Es jugador profesional de snooker desde 2011. No se ha proclamado, hasta la fecha, campeón de ningún torneo de ranking; sus mejores resultados llegaron en el WST Pro Series de 2021, tercero, y en el Campeonato del Reino Unido de 2022, en el que alcanzó los cuartos de final. Sí se alzó vencedor del Campeonato Mundial de Snooker Sub-21 de la ISBF en 2010. No ha logrado, hasta la fecha, hilar ninguna tacada máxima, y la más alta de su carrera está en 143.